# دستری (فیلم)
«دستری» (انگلیسی: Destry (film)) فیلمی در ژانر کمدی و وسترن به کارگردانی جورج مارشال است که در سال ۱۹۵۴ منتشر شد.

## بازیگران
- آودی مورفی
- لایل بتگر
- توماس میچل
- لوری نلسون
- ادگار بیوکانان
- والاس فورد
- ماری ویکس
- ریچارد ریوز
- والتر بالدوین
- الن هیل جونیور